# باوجي
باوجى (بالصينية: 宝鸡市 )‏ هي مدينة على مستوى محافظة، في جمهورية الصين الشعبية، تتبع شنشي، تبلغ مساحتها 18,175 كيلومتر مربع، رمزها البريدي هو 721000.

## مدن توأم
المدن التوأم:
- البلنغ
- بوزاو.

## التقسيمات الإدارية
- Weibin District, Baoji [الإنجليزية]‏
- Jintai District [الإنجليزية]‏
- Chencang District [الإنجليزية]‏
- Fengxiang District [الإنجليزية]‏
- Qishan County [الإنجليزية]‏
- مقاطعة فوفنغ  [لغات أخرى]‏
- Mei County [الإنجليزية]‏
- مقاطعة لونغ  [لغات أخرى]‏
- Qianyang County [الإنجليزية]‏
- Linyou County [الإنجليزية]‏
- مقاطعة فينغ  [لغات أخرى]‏
- Taibai County [الإنجليزية]‏.